# Outwar
Outwar är ett textbaserat MMORPG-spel. Det skapades 2002 av Rampid Interactive till PC. Spelet utspelar sig i huvudsak baseras i den fiktiva staden Diamond City. Man börjar i level 1 och går sen uppåt.